# Cees Verspuij
Cornelis Adriaan (Cees) Verspuij (Giessendam, 30 april 1938 – Zutphen, 15 augustus 2024) was een Nederlandse burgemeester van de PvdA.

## Leven en werk
Voor Verspuij in 1977 benoemd werd tot burgemeester van het Drentse Anloo was hij werkzaam als natuurkundige bij het Reactor Centrum Nederland (RCN) in Petten en als parttime docent aan de Bestuursacademie in Noord-Holland. Tijdens zijn burgemeesterschap van Anloo was hij tegenstander van de proefboringen in de zoutkoepels in Groningen en Drenthe ten behoeve van de opslag van radioactief afvalmateriaal. In 1987 werd Verspuij benoemd tot burgemeester van het Gelderse Brummen. In mei 1993 was hij hoofd van een stemlokaal bij de eerste verkiezingen in Cambodja na het bewind van de Rode Khmer. In 1996 kreeg Verspuij eervol ontslag als burgemeester van Brummen.